# Leonor Cecotto
Leonor Cecotto (Formosa, 1920—Asunción, 8 de mayo de 1982) fue una pintora paraguaya nacida en Argentina.
Nació en Formosa, Argentina en 1920. 
Desde muy joven se radicó en el Paraguay, desarrollando en este país gran parte de su más importante producción como grabadora y pintora.Ella era conocida por sus pinturas y sus xilografías.

## Primeros pasos
Autodidacta, hacia 1950 se aproximó al magisterio de João Rossi, maestro brasileño de feliz memoria como impulsor del “aggiornamento” de las artes plásticas paraguayas a la contemporaneidad.

## Trayectoria
En el Paraguay ha obtenido importantes galardones entre los que destacan el Primer Premio de Pintura en el Segundo Salón de Otoño organizado por la Casa Argentina en 1951 y el Primer Premio Adquisición en el Primer Concurso de Grabado organizado por el Centro Cultural Paraguayo Americano en 1966.
El gran crítico paraguayo de arte Ticio Escobar, en su monumental “Una interpretación de las artes visuales en el Paraguay”, libro de 1984, señala: “La imagen de Leonor Cecotto es ‘ingenua’ en el sentido literal del término; se refiere a las cosas de buena fe y sin reservas, directamente y sin malicia. Cuando representa con un sentido narrativo ciertos aspectos descuidados por nuestra tradición plástica… lo hace en forma franca, desprovista de toda ironía.
| Año  | Trayectoria |
| ---- | --- |
| 1951 | Expone por primera vez en Asunción.                                                                                                 |
| 1953 | Participa en exposiciones internacionales entre las que destacan la Exposición Internacional de Pintura en Chicago (Estados Unidos) |
| 1960 | Participa en el Primer Concurso Latinoamericano de Xilografía en Buenos Aires                                                       |
| 1963 | Participa en la VII Bienal de São Paulo (Brasil) .                                                                                  |
| 1963 | La Primera Bienal Internacional del Grabado en Santiago de Chile.                                                                   |
| 1965 | La Exposición de Arte Sudamericano en Braniff Internacional, en la Universidad de Texas (EE. UU.).                                  |
| 1965 | La Segunda Bienal Internacional del Grabado en Santiago de Chile.                                                                   |
| 1966 | La Cuarta Muestra Internacional de Bianco e Nero en Lugano (Suiza).                                                                 |
| 1967 | La Exposición de Grabado Latinoamericano en la Galería Cegrí de Nueva York (EE. UU.).                                               |
| 1967 | La Exposición de Pintura Paraguaya Contemporánea en la Unión Panamericana en Washington (EE. UU.).                                  |
| 1968 | La Primera Bienal Iberoamericana de Pintura organizada por la Fábrica Coltejer de Medellín (Colombia).                              |
| 1968 | la Exposición de la Muestra Internacionale della Grafica en la Unión Florentina de Florencia (Italia).                              |
| 1969 | La X Bienal de Sao Paulo. |
| 1972 | La III Bienal de Arte Latinoamericano organizado por la Fábrica Coltejer de Medellín.                                               |

La obra gráfica de Leonor comienza a desarrollarse desde los inicios del grabado paraguayo pero adquiere su madurez recién desde finales de la década del 60. Leonor parte de ciertos temas, como las escenas de barrio, que no constituyen más que los pasos iniciales para ajustar sus imágenes y desarrollar sus contenido.
La pintura de Leonor sigue un camino paralelo a su grabado y coincide con él en algunos puntos; sus flores desmesuradas de colores agresivos… y sus últimos óleos, que representan muñecas y manequíes en situaciones signadas por la cursilería, expresan, de diferentes maneras, ese melancólico encantamiento de lo obvio y lo trivial que caracteriza la obra de Leonor”.

## Últimos años
Falleció en Asunción en 1982.

## Obra
Sus obras se hallan en la Colección de Grabados del Museo Metropolitano de New York, en la Biblioteca Nacional de París, en el Museo de la Unión Panamericana de Washington, en la Colección de Arte Sudamericano de la Braniff Internacional en Texas, en el Museo de Arte Moderno de la Universidad de Sídney (Australia), en la Colección Circulante de Asunción, en el Centro de Artes Visuales de Asunción y en colecciones particulares de Suiza, Túnez, Estados Unidos, Francia, Alemania, Venezuela, Canadá, Argentina, Chile, Italia, Inglaterra, Uruguay y Paraguay.